# Église Saint-Ahoudemmeh de Tikrit
L'église Saint-Ahoudemmeh est une ancienne église de l'Église syriaque orthodoxe (jacobite) située à Tikrit en Irak. Surnommé l'« église verte », ce sanctuaire historique du VIIe siècle est détruit par des membres de l'État islamique, le 25 septembre 2014.

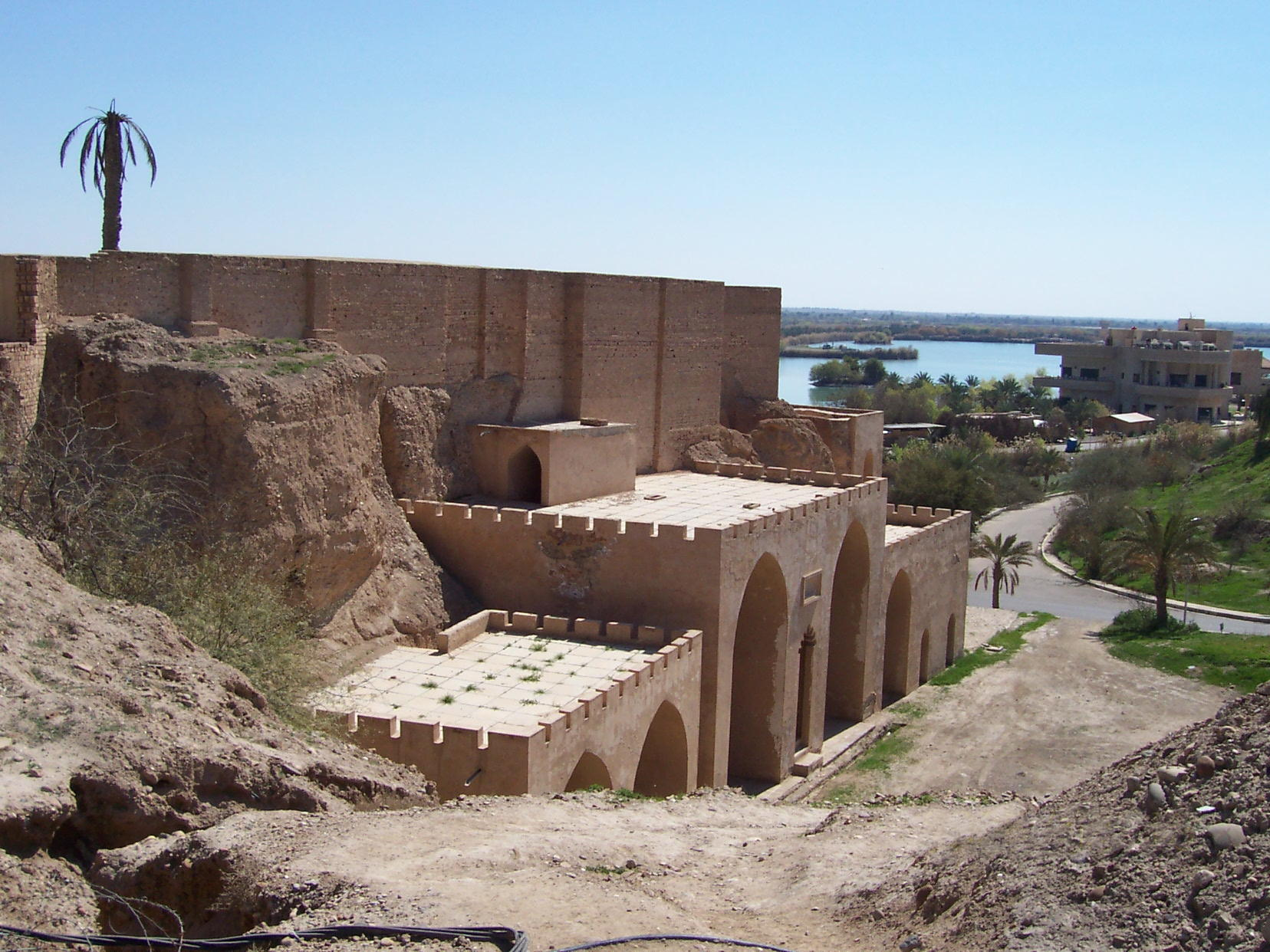
Vue de l'ensemble en 2005.

## Présentation
Église abbatiale du monastère du même nom, elle était dédiée à saint Ahoudemmeh, martyr syriaque du VIe siècle et premier évêque syriaque de Tikrit, 

## Histoire
Cette église est construite tout à la fin du VIIe siècle par le maphrien Denha II, patriarche de l'Église syriaque orientale, qui y fut enterré plus tard sous la voûte du chœur. D'autres patriarches, comme les évêques Jean II, Daniel, Thomas Ier de Tagrit et Basile III y sont également enterrés, ainsi qu'un certain Anaseous.
L'église est vandalisée et à moitié détruite en 1089, par les musulmans, forçant le patriarche Jean Sliba Ier à se réfugier au monastère Saint-Matthieu, dans la montagne au-dessus de la plaine de Ninive. Plus tard, l'église est restaurée et rendue au culte en 1112. Elle est de nouveau presque détruite en 1258 par l'invasion mongole qui touche aussi Tikrit. La plupart des chrétiens de Tikrit sont massacrés et le maphrien retourne à Saint-Matthieu pour le restant de ses jours. 
Dans les années 1990, Saddam Hussein fait restaurer des monuments historiques de cette région dont il est originaire, y compris cette église.
Des bandes de l'État islamique détruisent le monastère et l'église à coups d'explosifs le 25 septembre 2014.